# 王功成
王功成，字允大，官至山東省東昌府博平縣（今山東省茌平縣）人，清朝政治人物、進士出身。
順治六年，登進士，授山西潞安府長治縣知縣，后官至兵部郎中。順治十八年，任陝甘學政、按察司僉事。康熙年間改任江南鹽道。康熙十三年，任安徽按察使。